# Open de Moselle 2011
Open de Moselle 2011 — тенісний турнір, що проходив на кортах з твердим покриттям у місті Мец, Франція з 19 вересня . Належав до категорії ATP World Tour 250, був турніром серії Moselle Open 2011 року.

## Фінальна частина

### Одиночний розряд
Жо-Вілфрід Тсонга —  Іван Любичич 6–3, 6–7(4–7), 6–3

### Парний розряд
Джеймі Маррей /  Андре Са —  Лукаш Длоуги /  Марсело Мело 6–4, 7–6(9–7)